# Opernhaus (Zurich)
Résidence
- Oper Zürich
- Zürcher Ballett & Junior Ballett

L'Opernhaus (littéralement en allemand : maison de l'opéra) est l'opéra de la ville de Zurich. Il se situe au centre de la ville, sur la rive du lac de Zurich, près de la place Bellevue. Il a une capacité de 1 100 places et sert principalement à des représentations d'opéra, mais aussi de ballets. Jusque dans les années 1920, il a aussi été une salle de théâtre.

## Histoire

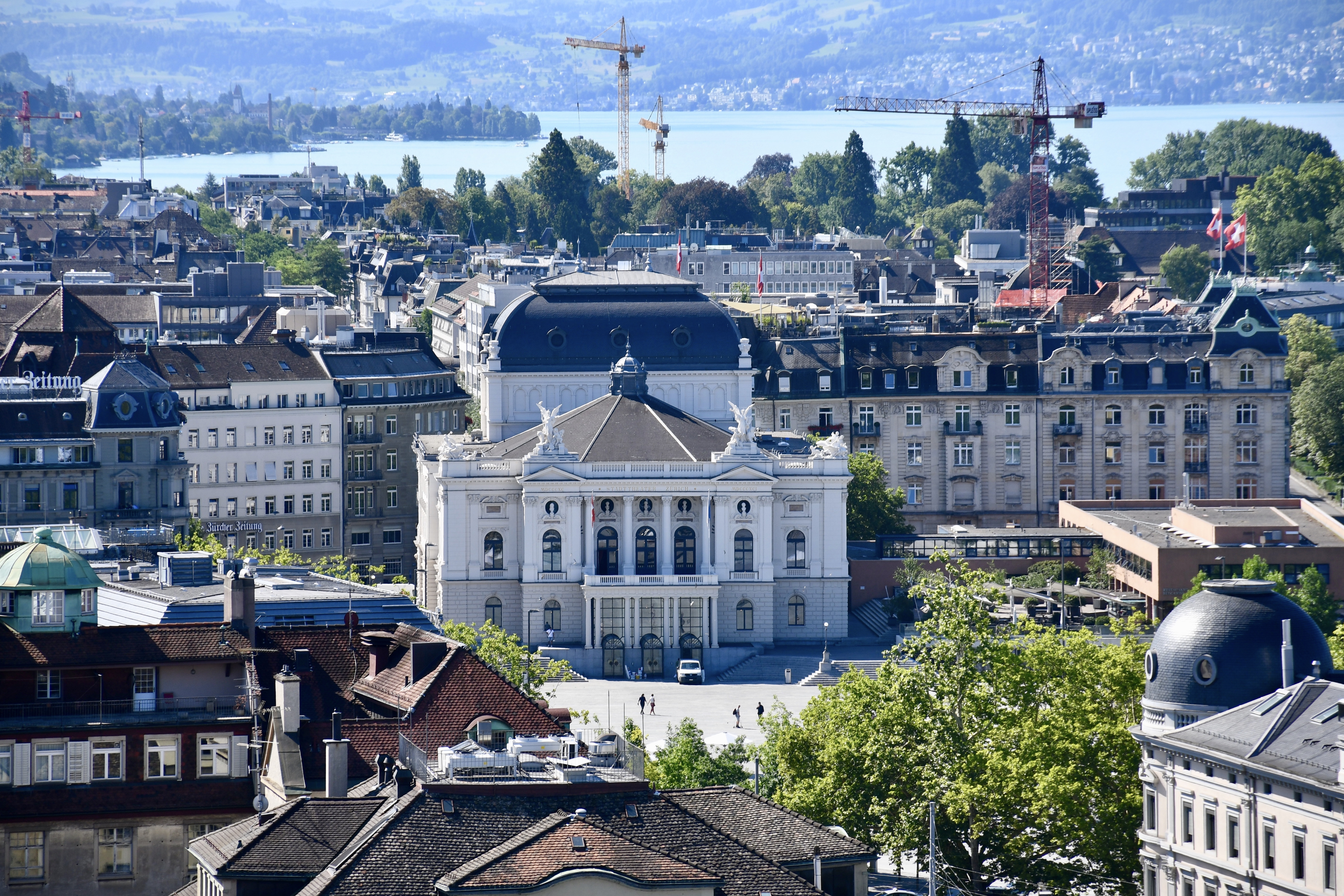
L'Opernhaus vu depuis la Grossmünster.

Ouvert au public le 1er octobre 1891, le bâtiment fut d'abord appelé Stadttheater (théâtre de la ville) car il faisait à la fois office de théâtre, salle de concerts de musique classique, salle d'opéra et aussi salle de conference. Après l'inauguration de la Schauspielhaus en 1926, l'activité se concentra sur l'opéra, l'opérette et le ballet. Le nom actuel de Opernhaus ne lui fut donné qu'en 1964. Ses principaux sponsors actuels sont les banques UBS et Crédit Suisse.